# Zero Racers
Zero Racers fue un videojuego de carreras que estaba en desarrollo por Nintendo y planeado para ser lanzado en 1996 para la Virtual Boy. De haber sido lanzado, se hubiera convertido en el primer juego de la saga F-Zero en utilizar gráficos en 3D. Únicamente divulgado a través de las revistas de videojuegos, fue cancelado debido al fracaso comercial de la consola, pese a que el juego estaba listo para su lanzamiento.

## Jugabilidad
Zero Racers es un juego de carreras futurista en que los jugadores compiten en un juego de carreras de alta velocidad. Hay cuatro personajes a elegir que tienen su propio vehículo seleccionable junto con sus capacidades de rendimiento únicas. El objetivo es vencer a los oponentes hasta la meta mientras se evitan los peligros que dañan el vehículo de los jugadores. Cada máquina tiene un medidor de energía, que sirve para medir la durabilidad de la máquina; disminuye cuando la máquina choca con el lateral de la pista o con otro vehículo. La energía se repone conduciendo por las zonas de boxes situadas a lo largo de la recta de meta o en sus proximidades. La jugabilidad difiere en un punto importante de su predecesor y de todos los juegos de F-Zero lanzados posteriormente, ya que los vehículos compiten en las tres dimensiones a través de túneles.
Una carrera en Zero Racers consiste en un número de vueltas establecido alrededor de la pista. El jugador debe completar cada vuelta en un lugar sucesivamente más alto para evitar la descalificación de la carrera. Por cada vuelta completada, el jugador es recompensado con un aumento de velocidad aproximado llamado "Rapid" y un número de puntos determinado por el lugar. Se muestra una pantalla para indicar que se puede utilizar un impulso; sin embargo, el jugador está limitado a guardar hasta tres a la vez. Si se acumula un determinado número de puntos, se adquiere una "máquina extra" que da al jugador otra oportunidad de reintentar el recorrido.
Zero Racers incluye dos modos de juego. En el modo Grand Prix, el jugador elige una liga y compite contra otros vehículos en cada pista de esa liga mientras evita la descalificación. El juego incluye un total de quince circuitos divididos en tres ligas. El modo de Práctica permite al jugador practicar en los circuitos del modo Grand Prix.

## Historia
Zero Racers fue divulgado por primera vez por la revista de Nintendo Power en la edición de julio de 1996, bajo el nombre de G-Zero y planeado para lanzarse en otoño del mismo año. El juego más tarde recibió un artículo en profundidad en agosto del mismo año por Nintendo Power, bajo su nombre final y todavía planeado para un lanzamiento en otoño de 1996. El juego también fue divulgado en la edición de septiembre de 1996 de la publicación británica Nintendo Magazine System, no obstante, el juego fue finalmente cancelado a raíz de la descontinuación de la Virtual Boy por parte de Nintendo, a raíz de su fracaso crítico y comercial. La última divulgación que recibió fue en la edición de octubre de 1998 de la revista Electronic Gaming Monthly. La prueba restante y única de su existencia son varias fotografías tomadas por revistas de videojuegos e imágenes del juego, mientras ningún prototipo que contiene una imagen de ROM del demo ha sido encontrado por los momentos.